# Weltmeisterschaft im Skibergsteigen 2004
Die Weltmeisterschaft im Skibergsteigen 2004 wurde vom 1. bis 6. März 2004 im Val d’Aran, Spanien, ausgetragen. Organisator war der International Council for Ski Mountaineering Competitions (ICSM) der Union Internationale des Associations d’Alpinisme (UIAA).
Neu hinzugekommene Disziplinen zu den bereits bei der I. Weltmeisterschaft im Skibergsteigen 2002 angebotenen Disziplinen waren ein Staffelrennen und das Vertical Race.

## Ablauf
Nach der Eröffnung am 1. März folgte zum Auftakt am 2. März das Vertical Race als erste Wettbewerbsdisziplin. Am 3. März wurden die Teamrennen ausgetragen und nach einem Ruhetag für die Sportler folgten die Einzelrennen am 5. März 2008. Am Tag darauf, gleichzeitig letzter WM-Tag, fanden die Staffelwettbewerbe der Senioren statt.

## Ergebnisse

### Nationengesamtwertung nach Punkten und Medaillenspiegel
(alle Altersklassen)
| Rang | Land                   | Vertical Race | Vertical Race | Vertical Race | Vertical Race | Team   | Team | Team   | Team   | Einzel | Einzel | Einzel | Einzel | Staffel | Staffel | Staffel | Staffel |              |
| Rang | Land                   | Punkte        | Gold          | Silber        | Bronze        | Punkte | Gold | Silber | Bronze | Punkte | Gold   | Silber | Bronze | Punkte  | Gold    | Silber  | Bronze  | Gesamtpunkte |
| ---- | ---------------------- | ------------- | ------------- | ------------- | ------------- | ------ | ---- | ------ | ------ | ------ | ------ | ------ | ------ | ------- | ------- | ------- | ------- | ------------ |
| 1    | Schweiz                | 501           | 2             | 2             | 1             | 466    | 1    | 1      |        | 1378   | 3      |        | 2      | 364     | 1       |         | 1       | 2709         |
| 2    | Italien                | 469           | 2             | 2             | 4             | 436    |      | 1      | 1      | 1390   | 1      | 1      | 1      | 344     |         | 1       | 1       | 2639         |
| 3    | Frankreich             | 351           | 1             | 1             |               | 460    | 1    |        | 1      | 1255   |        | 1      | 1      | 380     | 1       | 1       |         | 2446         |
| 4    | Spanien                | 350           | 1             |               | 1             | 222    |      |        |        | 1018   |        | 1      |        | 296     |         |         |         | 1886         |
| 5    | Tschechien             | 286           |               |               |               | 134    |      |        |        | 453    |        |        |        | 280     |         |         |         | 1153         |
| 6    | Slowakei               | 252           |               | 1             |               | 114    |      |        |        | 582    |        |        |        | 144     |         |         |         | 1092         |
| 7    | Deutschland            | 268           |               |               |               | 224    |      |        |        | 320    |        |        |        | 120     |         |         |         | 932          |
| 8    | Slowenien              | 160           |               |               |               | 78     |      |        |        | 425    |        |        |        | 140     |         |         |         | 803          |
| 9    | Andorra                | 151           |               |               |               | 104    |      |        |        | 150    |        |        |        | 132     |         |         |         | 537          |
| 10   | Rumänien               | 55            |               |               |               | 28     |      |        |        | 290    |        |        |        | 136     |         |         |         | 509          |
| 11   | Griechenland           | 142           |               |               |               | 42     |      |        |        | 193    |        |        |        | 116     |         |         |         | 493          |
| 12   | Polen                  |               |               |               |               | 68     |      |        |        | 298    |        | 1      |        | 124     |         |         |         | 490          |
| 13   | Österreich             | 148           |               |               |               | 64     |      |        |        | 147    |        |        |        |         |         |         |         | 359          |
| 14   | Japan                  | 109           |               |               |               | 14     |      |        |        | 64     |        |        |        | 112     |         |         |         | 299          |
| 15   | Bulgarien              | 56            |               |               |               | 34     |      |        |        | 186    |        |        |        |         |         |         |         | 276          |
| 16   | Vereinigte Staaten     | 146           |               |               |               |        |      |        |        | 128    |        |        |        |         |         |         |         | 274          |
| 17   | Vereinigtes Königreich | 127           |               |               |               | 14     |      |        |        | 58     |        |        |        |         |         |         |         | 199          |
| 18   | Dänemark               | 121           |               |               |               | 18     |      |        |        | 53     |        |        |        |         |         |         |         | 192          |
| 19   | Kanada                 | 95            |               |               |               |        |      |        |        | 75     |        |        |        |         |         |         |         | 170          |
| 20   | Liechtenstein          | 82            |               |               |               |        |      |        |        | 74     |        |        |        |         |         |         |         | 156          |
| 21   | Russland               | 70            |               |               |               | 16     |      |        |        | 53     |        |        |        |         |         |         |         | 139          |
| 22   | Argentinien            | 68            |               |               |               | 12     |      |        |        | 45     |        |        |        |         |         |         |         | 125          |
| 23   | Volksrepublik China    | 89            |               |               |               |        |      |        |        |        |        |        |        |         |         |         |         | 89           |
| 24   | Marokko                | 61            |               |               |               |        |      |        |        | 8      |        |        |        |         |         |         |         | 69           |
| 25   | Eritrea                | 60            |               |               |               |        |      |        |        |        |        |        |        |         |         |         |         | 60           |
| 26   | Chile                  | 34            |               |               |               | 2      |      |        |        | 14     |        |        |        |         |         |         |         | 50           |
| 27   | Südkorea               | 27            |               |               |               |        |      |        |        | 9      |        |        |        |         |         |         |         | 36           |
| 28   | Belgien                |               |               |               |               |        |      |        |        | 30     |        |        |        |         |         |         |         | 30           |
| 29   | Kroatien               | 26            |               |               |               |        |      |        |        |        |        |        |        |         |         |         |         | 26           |

### Vertical Race
Der Aufstieg des Vertical Race ging über + 950 Höhenmeter. Bei entsprechender Leistung fielen in die Seniorenwertung auch Teilnehmer der Altersklasse „Espoirs“.
Übersicht der jeweils 10 besten Teilnehmer:
| Rang   | Teilnehmer                  | Gesamtzeit  |
| ------ | --------------------------- | ----------- |
| Gold   | Favre-Moretti               | 00h 48' 21" |
| Silber | Isabella Crettenand-Moretti | 00h 50' 13" |
| Bronze | Gloriana Pellissier         | 00h 50' 56" |
| 4      | Corinne Favre               | 00h 52' 26" |
| 5      | Jeannie Wall                | 00h 53' 22" |
| 6      | Annamaria Baudena           | 00h 54' 34" |
| 7      | Marie Troillet              | 00h 56' 13" |
| 8      | Christine Echtler-Schleich  | 00h 56' 51" |
| 9      | Lucie Oršulová              | 00h 57' 28" |
| 10     | Maria Luisa Riva            | 00h 57' 45" |

| Rang   | Teilnehmer              | Gesamtzeit  |
| ------ | ----------------------- | ----------- |
| Gold   | Patrick Blanc           | 00h 40' 27" |
| Silber | Florent Perrier         | 00h 40' 51" |
| Bronze | Sébastien Epiney        | 00h 41' 27" |
| 4      | Jean Pellissier         | 00h 41' 47" |
| 5      | Olivier Nägele          | 00h 41' 49" |
| 6      | Andreas Ringhofer       | 00h 43' 00" |
| 7      | Manuel Pérez Brunicardi | 00h 43' 08" |
| 8      | Martin Riz              | 00h 43' 39" |
| 9      | Jean-Yves Rey           | 00h 43' 49" |
| 10     | Javier Martín de Villa  | 00h 44' 07" |

### Skibergsteigen Team
Der Teamwettbewerb fand am 3. März 2004 statt. Beim Auf- und Abstieg waren +/- 2128 Höhenmeter zu bewältigen.
Übersicht der jeweils 10 besten Teilnehmerteams:
| Rang   | Teilnehmer                    | Gesamtzeit  |
| ------ | ----------------------------- | ----------- |
| Gold   | Favre-Moretti/Mabillard       | 03h 05' 43" |
| Silber | Bapst/Crettenand-Moretti      | 03h 18' 50" |
| Bronze | Corinne Favre/Toïgo           | 03h 20' 25" |
| 4      | Oggeri/Ducognon               | 03h 20' 41" |
| 5      | Bourillon/Lathuraz            | 03h 21' 03" |
| 6      | Nex/Riva                      | 03h 24' 36" |
| 7      | Rogger/Renzler                | 03h 25' 23" |
| 8      | Magnenat/Zimmermann           | 03h 42' 17" |
| 9      | Echtler-Schleich/Treimer      | 03h 45' 59" |
| 10     | Roca Rodríguez/C. Bes Ginesta | 03h 55' 04" |

| Rang   | Teilnehmer             | Gesamtzeit  |
| ------ | ---------------------- | ----------- |
| Gold   | P. Blanc/Perrier       | 02h 31' 54" |
| Silber | Battel/Pellissier      | 02h 33' 19" |
| Bronze | Brunod/Reichegger      | 02h 34' 45" |
| 4      | J.-Y. Rey/Epiney       | 02h 37' 18" |
| 5      | Hug/Pittex             | 02h 38' 35" |
| 6      | Meilleur/Tomio         | 02h 39' 25" |
| 7      | Leitner/Svätojánsky    | 02h 39' 59" |
| 8      | Giacomelli/Mezzanotte  | 02h 40' 22" |
| 9      | Lugger/Ringhofer       | 02h 41' 53" |
| 10     | Taramarcaz/F. Troillet | 02h 43' 38" |

### Skibergsteigen Einzelrennen
Das Einzelrennen fand am 5. März 2004 statt. Die Strecke wies rund +/- 1720 Höhenmeter in vier Aufstiegs- und Abfahrtsetappen und ungefähr 20 km Länge auf. Bei entsprechendem Ergebnis wurden auch Teilnehmer der Altersklasse „Espoirs“ in die Seniorenwertung aufgenommen.
Übersicht der jeweils 10 besten Teilnehmer:
| Rang   | Teilnehmer                  | Gesamtzeit      |
| ------ | --------------------------- | --------------- |
| Gold   | Cristina Favre-Moretti      | 02h 21' 55"     |
| Silber | Gloriana Pellissier         | 02h 30' 10"     |
| Bronze | Isabella Crettenand-Moretti | 02h 31' 57"     |
| 4      | Catherine Mabillard         | 02h 33' 05"     |
| 5      | Delphine Oggeri             | 02h 35' 18"     |
| 6      | Nathalie Bourillon          | 02h 35' 52"     |
| 7      | Véronique Lathuraz          | 02h 35' 53"     |
| 8      | Maria Luisa Riva            | 02h 39(+3)' 01" |
| 9      | Marie Troillet              | 02h 43' 09"     |
| 10     | Corinne Favre               | 02h 44' 15"     |

| Rang   | Teilnehmer         | Gesamtzeit  |
| ------ | ------------------ | ----------- |
| Gold   | Rico Elmer         | 02h 00' 38" |
| Silber | Florent Perrier    | 02h 01' 03" |
| Bronze | Dennis Brunod      | 02h 01' 19" |
| 4      | Manfred Reichegger | 02h 02' 11" |
| 5      | Alexander Lugger   | 02h 02' 22" |
| 6      | Patrick Blanc      | 02h 03' 31" |
| 7      | Grégory Gachet     | 02h 05' 50" |
| 8      | Olivier Nägele     | 02h 05' 06" |
| 9      | Taramarcaz         | 02h 06' 16" |
| 10     | Jean Pellissier    | 02h 06' 18" |

### Skibergsteigen Staffel
Die Staffelrennen, die erstmals Disziplin der Weltmeisterschaft im Skibergsteigen waren, wurden bei den Männern bereits in Vierer-Staffel-Teams ausgetragen, bei den Damen noch mit Dreier-Teams. Teilweise liefen in den Teams auch Angehörige der Altersklasse „Espoirs“ mit.
Übersicht der jeweils 10 besten Staffel-Mannschaften:
| Rang   | Teilnehmer                                                             | Gesamtzeit  |
| ------ | ---------------------------------------------------------------------- | ----------- |
| Gold   | Isabella Crettenand-Moretti/Catherine Mabillard/Cristina Favre-Moretti | 00h 46' 02" |
| Silber | Nathalie Bourillon/Véronique Lathuraz/Delphine Oggeri                  | 00h 47' 16" |
| Bronze | Annamaria Baudena/Christiane Nex/Gloriana Pellissier                   | 00h 49' 21" |
| 4      | Alice Korbová/Kamila Bulířová/Lucie Oršulová                           | 00h 50' 45" |
| 5      | Emma Roca Rodríguez/Cristina Bes Ginesta/Iolanda García                | 00h 52' 25" |

| Rang   | Teilnehmer                                                                       | Gesamtzeit      |
| ------ | -------------------------------------------------------------------------------- | --------------- |
| Gold   | Stéphane Brosse/Cédric Tomio/Florent Perrier/Patrick Blanc                       | 00h 49' 33"     |
| Silber | Carlo Battel/Graziano Boscacci/Martin Riz/Guido Giacomelli                       | 00h 49' 43"     |
| Bronze | Alexander Hug/Alain Richard/Pierre Bruchez/Rico Elmer                            | 00h 51' 46"     |
| 4      | Agustí Roc Amador/Javier Martín de Villa/Dani León/Manuel Pérez Brunicardi       | 00h 52' 44"     |
| 5      | Miroslav Leitner/Branislav Kačina/Milan Madaj/Peter Svätojánsky                  | 00h 53' 17"     |
| 6      | Tone Karničar/Jernej Karničar/Žiga Karničar/Marko Lihteneker                     | 00h 56' 44"     |
| 7      | Ionuț Gălițeanu/Silviu Manea/Péter Károly/Lucian Clinciu                         | 00h 57' 35"     |
| 8      | Joan Vilana Díaz/Manel Pelegrina Lopez/Xavier Capdevila Romero/Toni Casals Rueda | 00h 57' 44"     |
| 9      | Jaroslav Bánský/Tomáš Němec/Michal Němec/Miroslav Duch                           | 00h 58' 23"     |
| 10     | Jakub Brzosko/Grzegorz Bargiel/Adam Gomola/Maciej Ziarko                         | 00h 58' 45"     |
| 11     | Toni Steurer/Tim Stachel/Gerhard Reithmeier/Stefan Klinger                       | 00h 54(+6)' 15" |

### Kombinationswertungen der Teilnehmer
Für die Kombinationswertung für Einzelteilnehmer wurden die Ergebnisse der Disziplinen Einzel, Team und Vertical Race herangezogen.
Übersicht der jeweils 10 besten Teilnehmer:
| Rang   | Teilnehmer                  |
| ------ | --------------------------- |
| Gold   | Cristina Favre-Moretti      |
| Silber | Catherine Mabillard         |
| Bronze | Isabella Crettenand-Moretti |
| 4      | Delphine Oggeri             |
| 5      | Nathalie Bourillon          |
| 6      | Véronique Lathuraz          |
| 7      | Corinne Favre               |
| 8      | Maria Luisa Riva            |
| 9      | Astrid Renzler              |
| 10     | Silvia Treimer              |

| Rang   | Teilnehmer              |
| ------ | ----------------------- |
| Gold   | Florent Perrier         |
| Silber | Patrick Blanc           |
| Bronze | Dennis Brunod           |
| 4      | Manfred Reichegger      |
| 5      | Jean Pellissier         |
| 6      | Alexander Lugger        |
| 7      | Peter Svätojánsky       |
| 8      | Pierre-Marie Taramarcaz |
| 9      | Miroslav Leitner        |
| 10     | Christian Pittex        |